# Aleksander Dobrzański (poseł)
Aleksander Dobrzański, ukr. Oлеҝсандҏ Добҏяҥсьҡий (ur. w 1812 w Kornacicach, zm. 15 września 1866 w Jurowcach) – ksiądz greckokatolicki, proboszcz w Jurowcach, poseł do Sejmu Krajowego Galicji i austriackiej Rady Państwa.
Uczył się w latach 1821-1827 Gimnazjum Bazylianów w Buczaczu a następnie w latach 1827-1830 na kursach filozoficznych w Tarnopolu. Następnie alumn seminarium greckokatolickiego we Lwowie, W 1843 został wyświęcony na księdza. W latach 1844–1848 wikary parafii w Dubiecku, w latach 1848-1854 administrator parafii w Jurowcach, od 1854 proboszcz tamże. 
Wybrany w okręgu sanockim do Sejmu Ustawodawczego w Kromieryżu. Posłem był od 10 lipca 1848 do 7 marca 1849 r.  W 1861 roku wybrany do Sejmu Krajowego I kadencji 1861–1867) w I kurii obwodu Sanok, z okręgu wyborczego Sanok Po jego śmierci w 1866, na jego miejsce wybrano Józefa Majera. Poseł do austriackiej Rady Państwa I kadencji (2 maja 1861 - 20 września 1865) wybrany przez Sejm z grupy wielkiej własności ziemskiej. W parlamencie austriackim należał do Koła Polskiego.
Pochowany w Jurowcach.

## Rodzina
Syn Iwana. Mąż Gabrieli z Bekieszów, mieli 5 synów (z których 2 zmarło w dzieciństwie) i 2 córki (1 zmarła w dzieciństwie)